# Sergio Ortuño Díaz
Sergio Ortuño Díaz (Elda, Alicante, 2 de marzo de 1999), más conocido como Sergio Ortuño, es un futbolista español que se desempeña en la posición de mediocentro en el Cádiz C.F. de la Segunda División de España. Es considerado uno de los mejores jugadores de la historia reciente del C. D. Eldense

## Trayectoria deportiva
Natural de Elda, Alicante, es un jugador formado en las categorías inferiores del Real Club Deportivo de La Coruña, hasta que en 2018 finalizaría su etapa en el juvenil "A". En la temporada 2017-18, debutó en la categoría de bronce del fútbol nacional con 18 años con el RC Deportivo Fabril.
En la temporada 2018-19, firma por el Laracha Club de Fútbol de la Tercera División de España.
El 31 de julio de 2019, firma por el Hércules de Alicante Club de Fútbol "B" de la Tercera División de España.
El 1 de octubre de 2020, firma por el C. D. Eldense de la Segunda División B de España.
El 25 de enero de 2022, firma por el Real Valladolid Club de Fútbol Promesas hasta el 30 de junio de 2023, para disputar la segunda vuelta de la temporada 2021-22 de la Primera Federación .
El 14 de julio de 2022, firma en calidad de cedido por el C. D. Eldense de la Primera División RFEF por una temporada.
Tras finalizar contrato con el Real Valladolid Club de Fútbol Promesas el 8 de julio de 2023 regresa C. D. Eldense tras disputar 44 partidos en la última campaña en los que logró el ascenso del equipo de Elda a Segunda División 60 años después de su última participación en la categoría de plata del fútbol español. En total Sergio Ortuño ha disputado un total de 94 partidos como azulgrana a lo largo de tres etapas distintas: 2018-19, 2020-21 y 2022-23 anotando 10 goles en dos categorías diferentes con el equipo eldense, Tercera División y Primera Federación. Firmó hasta el 30 de junio de 2025.

## Carrera deportiva

### Clubes
Actualizado a 27 de agosto de 2023.
| Club                                    | País          | Año           | PJ  | G  |
| --------------------------------------- | ------------- | ------------- | --- | -- |
| RC Deportivo Fabril                     | España        | 2017 - 2018   | 8   | 0  |
| Laracha Club de Fútbol                  | España        | 2018 - 2019   | 15  | 1  |
| Club Deportivo Eldense                  | España        | 2018 - 2019   | 18  | 3  |
| Hércules de Alicante Club de Fútbol "B" | España        | 2019 - 2020   | 28  | 2  |
| Club Deportivo Eldense                  | España        | 2020 – 2022   | 32  | 4  |
| Real Valladolid Club de Fútbol Promesas | España        | 2022 – 2023   | 17  | 1  |
| Club Deportivo Eldense (cedido) 2022-23 | España        | 2022 – act.   | 47  | 3  |
| Total carrera                           | Total carrera | Total carrera | 165 | 14 |